# Cuautolontitla
Cuautolontitla är en ort i Mexiko.   Den ligger i kommunen Coscomatepec och delstaten Veracruz, i den sydöstra delen av landet, 220 km öster om huvudstaden Mexico City. Cuautolontitla ligger 1 652 meter över havet och antalet invånare är 362.
Terrängen runt Cuautolontitla är lite bergig, och sluttar österut. Runt Cuautolontitla är det tätbefolkat, med 276 invånare per kvadratkilometer. Närmaste större samhälle är Huatusco de Chicuellar, 7,7 km nordost om Cuautolontitla. I omgivningarna runt Cuautolontitla växer i huvudsak städsegrön lövskog.